# Benoît-Jean-Remi Combet de Peccat de Larène
Benoît Jean Rémi Combet de Peccat de Larène est un religieux et homme politique français né le 2 mars 1752 à Épernay (Marne) et décédé le 27 octobre 1818 à Meaux (Seine-et-Marne).
Prieur curé de la paroisse Saint-Martin de Nevers, il est député du clergé aux États généraux de 1789 pour le bailliage du Nivernais. D'abord partisan des réformes, il refuse de prêter le serment civique. Il est curé d’Épernay après le Concordat de 1801 puis devient grand-vicaire de Meaux en 1810.

## Sources
- « Benoît-Jean-Remi Combet de Peccat de Larène », dans Adolphe Robert et Gaston Cougny, Dictionnaire des parlementaires français, Edgar Bourloton, 1889-1891 [détail de l’édition]